# Suture (articulation)
Pour les articles homonymes, voir Suture.
Une suture (du latin sutura, « couture ») est une articulation fibreuse. Les os sont reliés par du tissu fibreux dense composé de fibres de Sharpey.
Du point de vue fonctionnel, c'est une synarthrose.

## Différents types
En fonction de la forme des surfaces de contact interosseuses, on distingue :
- les sutures dentées ou sutures à surfaces engrenées, dont les surfaces articulaires sont dentelées et s’engrènent entre elles ;
- les sutures denticulées, similaires aux précédentes mais avec les surfaces articulaires finement dentées ;
- les sutures planes, quand les bords des os sont alignés et ne présentent que de légères aspérités. Parmi elles on trouve :
  - les sutures harmoniques, dans lesquelles les surfaces osseuses sont planes et quasi perpendiculaires aux surfaces osseuses,
  - les sutures squameuses (ou sutures écailleuses), dans lesquelles les surfaces osseuses se chevauchent en biseau,
  - les schindylèses, dans lesquelles les deux os s'emboîtent l'un dans l'autre avec un système de rainures.

## Sutures crâniennes

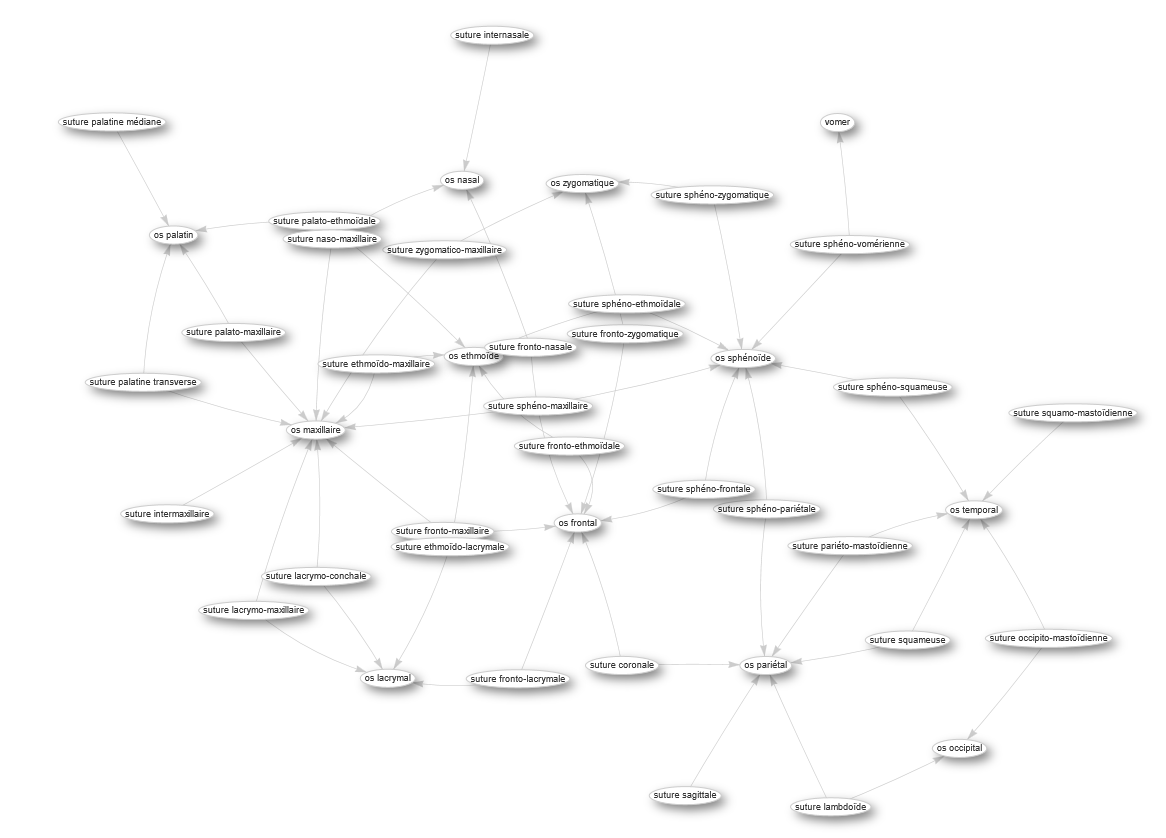
Lien entre sutures crâniennes et os du crâne.

Chez l'être humain, seuls les os du crâne sont unis par des sutures. 
|                                         |                                                                 |                                        | Type                             | Remarques                                                                                     |
| --------------------------------------- | --------------------------------------------------------------- | -------------------------------------- | -------------------------------- | --------------------------------------------------------------------------------------------- |
| Suture coronale                         | os frontal                                                      | os pariétal                            | suture dentée                    | Formée par les deux sutures fronto-pariétales.                                                |
| Suture ethmoïdo-lacrymale               | lame orbitaire de l'os ethmoïde                                 | os lacrymal                            |                                  |                                                                                               |
| Suture ethmoïdo-maxillaire              | lame orbitaire de l'os ethmoïde                                 | os maxillaire                          |                                  |                                                                                               |
| Suture fronto-ethmoïdale                | os frontal                                                      | os ethmoïde                            | suture harmonique                |                                                                                               |
| Suture fronto-lacrymale                 | processus orbitaire de l'os frontal                             | os lacrymal                            |                                  |                                                                                               |
| Suture fronto-maxillaire                | partie nasale de l'os frontal                                   | processus frontal du maxillaire        |                                  |                                                                                               |
| Suture fronto-nasale                    | partie nasale de l'os frontal                                   | os nasaux                              |                                  |                                                                                               |
| Suture fronto-zygomatique               | processus zygomatique de l'os frontal                           | processus frontal de l'os zygomatique  |                                  |                                                                                               |
| Suture incisive                         | Sur le processus palatin du maxillaire                          |                                        |                                  | Présente à la naissance, peut subsister chez l'adulte                                         |
| Suture intermaxillaire                  | entre les processus palatins des maxillaires                    |                                        |                                  |                                                                                               |
| Suture internasale                      | entre les deux os nasaux                                        |                                        | suture plane                     |                                                                                               |
| Suture lacrymo-conchale                 | hamulus lacrymal de l'os lacrymal                               | lunule lacrymale du maxillaire         |                                  |                                                                                               |
| Suture lacrymo-maxillaire               | os lacrymal                                                     | processus frontal du maxillaire        |                                  |                                                                                               |
| Suture lambdoïde                        | os pariétal                                                     | écaille de l'os occipital              | suture dentée                    |                                                                                               |
| Suture naso-maxillaire                  | bord latéral de l'os nasal                                      | processus frontal du maxillaire        |                                  |                                                                                               |
| Suture longitudinale                    | entre les deux parties de l'os frontal et les deux os pariétaux |                                        |                                  | Sur le crâne fœtal de la racine du nez au sommet de l'occiput                                 |
| Suture occipito-mastoïdienne            | bord occipital de la partie pétreuse de l'os temporal           | écaille de l'os occipital              | suture dentée                    |                                                                                               |
| Suture palatine médiane                 | Entre les lames horizontales des os palatins                    |                                        |                                  |                                                                                               |
| Suture palatine transverse              | lames horizontales des os palatins                              | processus palatins des maxillaires     |                                  |                                                                                               |
| Suture palato-ethmoïdale                | processus orbitaire de l'os palatin                             | labyrinthe ethmoïdal                   |                                  |                                                                                               |
| Suture palato-maxillaire                | processus orbitaire de l'os palatin                             | surface orbitaire de l'os maxillaire   |                                  |                                                                                               |
| Suture pariéto-mastoïdienne             | os pariétal                                                     | partie pétreuse de l'os temporal       | suture squameuse                 |                                                                                               |
| Suture sagittale                        | Entre les os pariétaux droit et gauche.                         |                                        | suture dentée                    |                                                                                               |
| Suture sphéno-ethmoïdale                | corps de l'os sphénoïde                                         | lame perpendiculaire de l'os ethmoïde  | suture harmonique                |                                                                                               |
| Suture sphéno-frontale                  | os frontal                                                      | grande aile de l'os sphénoïde          | suture squameuse / suture dentée |                                                                                               |
| Suture sphéno-maxillaire                | processus ptérygoïde                                            | face infratemporale de l'os maxillaire |                                  | Inconstante                                                                                   |
| Suture sphéno-pariétale                 | grande aile de l'os sphénoïde                                   | angle sphénoïdal de l'os pariétal      | suture squameuse                 | Anciennement nommée suture ptérique                                                           |
| Suture sphéno-squameuse                 | grande aile de l'os sphénoïde                                   | écaille de l'os temporal               | suture squameuse                 |                                                                                               |
| Suture sphéno-vomérienne                | vomer                                                           | crête sphénoïdale inférieure           | schindylèse                      |                                                                                               |
| Suture sphéno-zygomatique               | grande aile de l'os sphénoïde                                   | processus frontal de l'os zygomatique  |                                  |                                                                                               |
| Suture squameuse                        | écaille de l'os temporal                                        | bord inférieur de l'os pariétal        | suture squameuse                 | Cette suture porte le même nom que le type de suture : suture squameuse ou suture écailleuse. |
| Suture squamo-mastoïdienne              | écaille de l'os temporal                                        | partie pétreuse de l'os temporal       |                                  |                                                                                               |
| Suture temporo-zygomatique              | processus zygomatique de l'os temporal                          | processus temporal de l'os zygomatique |                                  |                                                                                               |
| Suture transversale antérieure          | os frontal                                                      | os pariétal, os temporal               |                                  | suture fœtale constituant la grande fontanelle                                                |
| Suture zygomatico-maxillaire            | os zygomatique                                                  | corps du maxillaire                    |                                  |                                                                                               |
| Suture accessoire (ou suture mendosale) | Os pariétal                                                     | écaille de l'os occipital              |                                  | Inconstante                                                                                   |